# Amphonyx vitrinus
Amphonyx vitrinus là một loài bướm đêm thuộc họ Sphingidae. Nó được tìm thấy ở Cuba và Hispaniola.
Con trưởng thành có thể bay quanh năm. Chúng hút mật hoa.
Ấu trùng có thể ăn Annonaceae species.